# Kacper Ciołkosz
Kacper Ciołkosz (ur. 6 stycznia 1875 w Zręcinie, zm. 15 maja 1942 w obozie koncentracyjnym Groß-Rosen) − polityk, działacz Polskiej Partii Socjalistycznej, nauczyciel oraz aktywista społeczny, zamordowany w niemieckim obozie koncentracyjnym.

## Życiorys
Urodził się we wsi Zręcin w powiecie krośnieńskim, jako dziecko Konstantego i Agnieszki z Sajdaków. Po ukończeniu gimnazjum w Jaśle rozpoczął studia polonistyczne na Wydziale Filozoficznym Uniwersytetu Jagiellońskiego. Po ukończeniu studiów w 1899 roku objął posadę w krakowskich szkołach średnich, wtedy również założył rodzinę. Ożenił się z Marią Idzikowską, z którą miał dwóch synów: Adama, również polityka socjalistycznego oraz Zbysława, konstruktora lotniczego. W 1903 roku przeniósł się do Tarnowa. Tam, poza pracą, zajmował się działalnością społeczną i polityczną. W 1906 roku był założycielem i prezesem Towarzystwa Demokratycznego, o antyendeckim programie. Napisał dramat „Ofiary”, opowiadający o wydarzeniach z powstania styczniowego, publikował również w tarnowskim tygodniku „Pogoń”, a w 1908 roku współuczestniczył w założeniu Biblioteki Publicznej (istniejącej do dziś jako Miejska Biblioteka Publiczna im. Juliusza Słowackiego w Tarnowie).
W 1918 roku wstąpił do Polskiej Partii Socjalistycznej i wkrótce został przewodniczącym Okręgu Komitetu Robotniczego PPS. Był redaktorem i wydawcą organów prasowych partii: „Sztandaru Polskiego” i „Gazety Tarnowskiej”. W listopadzie 1923 roku, podczas strajku generalnego robotników w mieście, doszło do starć z policją, w których zginęło siedmiu strajkujących. Organizatorzy byli później szykanowani, a Kacper Ciołkosz zmuszony do odejścia z pracy na emeryturę.
Podczas okupacji niemieckiej współorganizował konspiracyjne struktury PPS. Aresztowany przez gestapo trafił do obozu koncentracyjnego w Groß-Rosen, gdzie został zamordowany 15 maja 1942 roku.